# 革命制度党
革命制度党（西班牙語：Partido Revolucionario Institucional，缩写为PRI），又譯革命建制黨，墨西哥中間派政党，1929年3月4日成立，连续统治墨西哥长达71年（1929年—2000年）。前身是国家革命党，后改名墨西哥革命党，最终于1946年改用现名。

## 歷史
1929年，墨西哥革命最高领袖普鲁塔尔科·埃利亚斯·卡列斯正式创建国家革命党，目的是创造一个政治空间，使得所有仍然在世的墨西哥革命者得以参与政治，同时填补1928年阿尔瓦罗·奥夫雷贡总统遇刺身亡后留下的权力真空，解决一系列的纷争问题。尽管卡列斯后来因贪腐问题，在1936年被流亡到美国，但该党仍然统治着墨西哥直到2000年。
该党于1929年成立起即為長期执政黨，直至2000年選舉落敗下台，曾經執政長达71年。在20世纪的绝大部分时间里，革命制度党掌控着墨西哥的绝对权力。1976年以前，参议院的所有议员均属于革命制度党，1989年以前，所有的墨西哥州长也均来自革命制度党。在革命制度党统治的70年间，该党采用职团主义、招抚和镇压反对派来巩固自身的政权。同时在选举中，也常常存在舞弊行为。特别是1940年、1952年和1988年的总统选举，革命制度党的公然舞弊引发了国内外观察家的广泛谴责。虽然在革命制度党治理下的最初几十年里，墨西哥受益于经济繁荣，大多数人的生活质量也得以改善，政治与社会较为稳定，但诸如不平等、腐败和缺乏民主与政治自由等问题，使得党的反对力量愈发壮大，最终导致了1968年特拉特洛尔科大屠杀，军队杀害了数百名手无寸铁的学生示威者。此外，从1970年代开始的一系列经济危机大大降低了人民的生活水平。
自革命制度党建立以来，它的意识形态非常宽泛（其意识形态往往由时任的墨西哥总统决定）。在20世纪80年代，革命制度党经历了改革，形成了其目前的形态，党的政策往往偏向中右翼，如私有化国有企业，加强与天主教会的关系，拥抱自由市场资本主义。与此同时，许多左翼党员选择脱离革命制度党，转而创立了民主革命党。
在革命制度黨執政下，墨西哥總統任期六年，但不得連任。1990年，秘鲁作家马里奥·巴尔加斯·略萨形容革命制度党的政权是“完美的专政”，他曾言道：“我不相信在拉丁美洲有哪个专政制度能如此有效地招揽、如此巧妙地贿赂知识分子。完美的专政既不是共产主义，也不是苏联，更不是菲德尔·卡斯特罗；完美的专政其实在墨西哥，这是一种伪装起来的专政。”这句名言在墨西哥和国际社会上广泛流行，直到2000年革命制度党下台。
2000年的选举中，革命制度党竞选不利，失去了总统的职位，但仍掌控着大多数州的政府。然而，该党在2006年选举的表现更加糟糕，选举人罗伯托·马德拉索仅位居第三。但在市和州的选举中，革命制度党仍占有优势。
2012年，革命制度黨总统候选人恩里克·培尼亚·涅托参加总统选举，最终以38.21%的得票率赢得总统选举，第二次和平實現政黨輪替，革命制度黨歷經12年在野後再次執政。
墨西哥又一次回归到了革命制度党的治下。不过在他的任期内，培尼亚·涅托政府曝出了诸多丑闻，并且无力遏制墨西哥的犯罪率，导致2018年的选举中，革命制度党又一次失去了总统的职位，这一次的表现甚至不如2006年。

## 意識形態
该党雖然为社会党国际的成员，但並不被認為是社會主義或民主社會主義政黨，實際上是一個中間派大帐篷政黨，並擁抱新自由主義和私有化計劃。該黨與另一個同為社会党国际的左翼政黨，從革命制度党分裂出來的民主革命黨，屬敵對的競爭關係。但自2018年左派國家復興運動取得政權後，革命制度黨連同民主革命黨和國家行動黨結為反對黨聯盟。

## 延伸阅读
- Camp, Roderic A. . Polity. 1984-06, 16 (4): 588–605  [2022-03-08]. ISSN 0032-3497. JSTOR 3234631. doi:10.2307/3234631. （原始内容存档于2022-03-08） （英语）.
- Smith, Peter H. "Mexico Since 1946", in Bethell, Leslie (ed.), Mexico Since Independence. New York: Cambridge University Press, 1991.